# Wolter-távcső

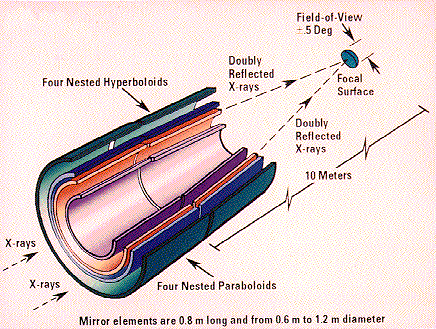
A Chandra-űrtávcső négyszeresen egymásba csomagolt Wolter-távcsöve (Illusztráció: NASA)

A Wolter-távcső olyan röntgentávcső, amely a német fizikus Hans Wolter által 1952-ben javasolt tükörelrendezést használja fel. Ez a röntgensugárzás teljes visszaverődését használja fel, amely a fémfelszínre történő majdnem érintőleges beeséskor lép fel.
Jóllehet már 1952-ben javasolta, egészen 1978-ig tartott, míg az első Wolter-távcsövet az Einstein-röntgenműholdnál (HEAO-2) el tudták készíteni. Ennek oka a felület rendkívüli pontosságigénye, amely csak egy milliomod milliméter eltérést enged meg.
A tükörelrendezés több egymásba helyezett fém (gyakran csupán több réteg fóliából álló) forgási paraboloidból, és a mindegyik paraboloid után következő forgási hiperboloidból áll. Forgási ellipszoid is használható forgási paraboloiddal párban. Ezek a tükrök együtt olyan leképezési tulajdonságokkal rendelkeznek, mint a látható fény tartományában működő távcsövek.

## Kapcsolódó szócikk
- Röntgenoptika